# Ittenthal
Ittenthal (toponimo tedesco) è una frazione di 236 abitanti del comune svizzero di Kaisten, nel Canton Argovia (distretto di Laufenburg).

## Storia

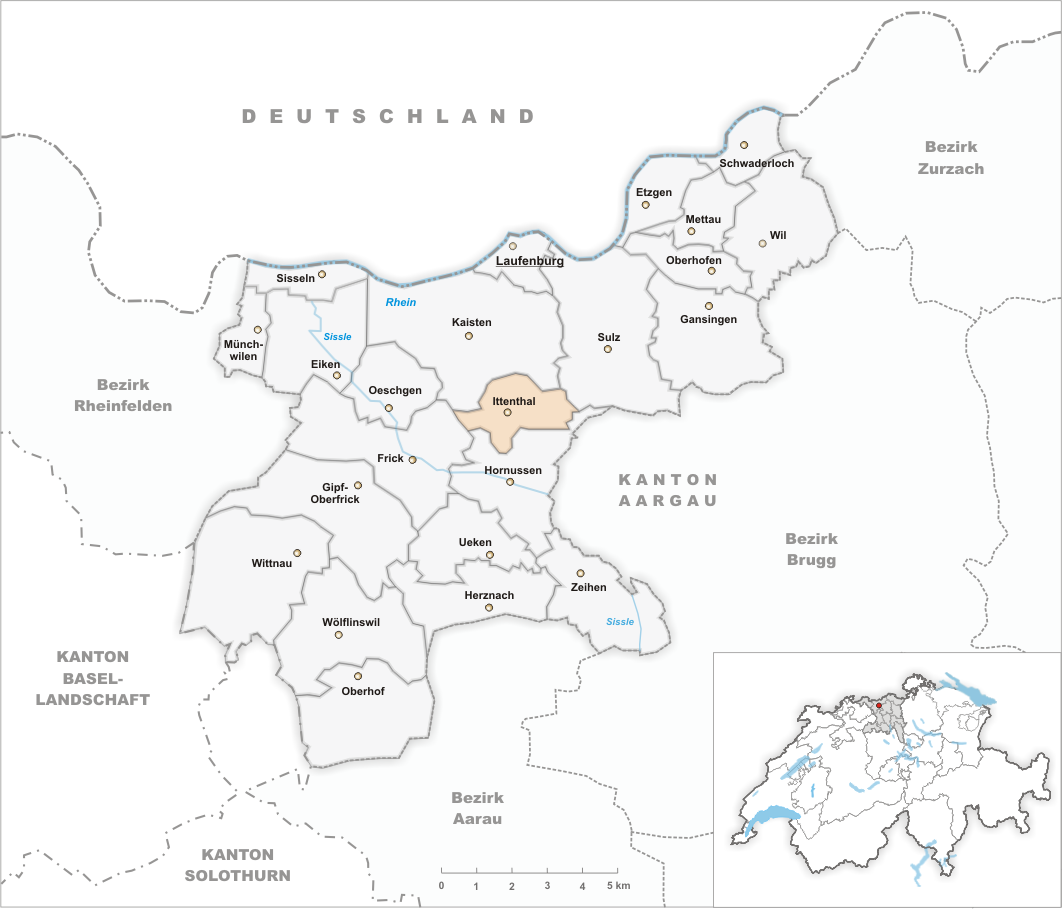
Il territorio del comune di Ittenthal prima degli accorpamenti comunali del 2010

Già comune autonomo, il 1º gennaio 2010 è stato aggregato a Kaisten.

## Monumenti e luoghi d'interesse
- Cappella cattolica dei Santi Giuseppe e Maria, eretta nel 1706[1].

## Società

### Evoluzione demografica
L'evoluzione demografica è riportata nella seguente tabella:
Abitanti censiti

## Amministrazione
Ogni famiglia originaria del luogo fa parte del cosiddetto comune patriziale e ha la responsabilità della manutenzione di ogni bene ricadente all'interno dei confini del comune.